# Ramon Simó
Ramon Simó i Vinyes (Tarragona, 1961) es un director y escenógrafo teatral español.

## Biografía
Simó estudió Filosofía y Ciencias de la Educación en la Universidad de Barcelona. Se inició en el teatro universitario en 1983 y pronto se incorporó al teatro profesional, primero como escenógrafo y posteriormente como director escénico. Algunas de las últimas obras que ha dirigido son Escenes d’una execució (Scenes from an execution de Howard Barker), 11 de setembre 2001/Les troianes (M. Vinader), Antígona (versión de Jordi Coca i Villalonga), Calígula (Albert Camus), Fuenteovejuna (Lope de Vega) y Ball de titelles (Ramon Vinyes). En 1992 fue director invitado al Teatro Mossovet de Moscú con la obra Restauració, de Eduardo Mendoza.
Simó ha sido profesor de interpretación y dirección escénica en el Instituto del Teatro de Barcelona, donde también ejerció como responsable del Centro de Investigación, Documentación y Difusión entre 1989 y 1991. Entre 1996 y 1998 fue director de 'Fira Tàrrega', la feria de teatro en la calle de Tárrega, y desde 1999 hasta 2006 fue miembro del consejo asesor del Teatro Nacional de Cataluña (TNC). De 2012 a 2016 ocupó el cargo de director del Festival Grec de Barcelona, en sustitución del anterior responsable, Ricardo Szwarcer.